# Northeast Arm (Cloud Lake)
Northeast Arm – zatoka (arm) we wschodniej części jeziora Cloud Lake w kanadyjskiej prowincji Nowa Szkocja, w hrabstwie Kings; nazwa urzędowo zatwierdzona 21 sierpnia 1974.